# 세이칸 페리
세이칸 페리(일본어: 青函フェリー)는 일본의 해운회사이다. 홋카이도 하코다테시에 본사가 있으며, 쓰가루 해협을 왕래하는 항로에서 페리를 운항하고 있다.

## 항로
- 하코다테항 - 아오모리항